# Troisième convention de Genève
Pour les articles homonymes, voir Convention de Genève.
Deuxième convention de Genève Quatrième convention de Genève
La troisième convention de Genève, relative au traitement des prisonniers de guerre, est l'un des quatre traités des conventions de Genève. Cette Convention relative au traitement des prisonniers de guerre est adoptée pour la première fois en 1929, mais considérablement révisée lors de la conférence de 1949. Elle définit les protections humanitaires pour les prisonniers de guerre lors de conflits armés. 196 États sont signataires de cette Convention.
Le traitement humanitaire prévu par la 3e Convention de Genève de 1929 est le résultat d'une négociation entre États ayant essayé de prendre en compte deux besoins différents :
- sécurité de l'État qui détient le prisonnier ;
- fidélité au pays du prisonnier.

Le prisonnier de guerre, en effet, n'étant pas citoyen de la puissance détentrice, n'est lié par aucun devoir de loyauté, mais plutôt en tant que militaire il est souvent tenu au devoir d'essayer de se battre pour son pays, donc, par exemple, si le prisonnier tente de s'échapper et ne parvient pas à atteindre ses propres lignes, il ne peut être puni que disciplinairement et non pénalement (si, toutefois, en tentant de s'évader, il tue ou blesse quelqu'un ou commet d'autres crimes, il peut être poursuivi pénalement selon les lois du pays où il est détenu).
Les prisonniers peuvent être internés dans des camps. Les hommes du rang peuvent être affectés à des travaux manuels, et les sous-officiers à des activités de supervision. Aucun travail ne peut être imposé aux officiers, à moins qu'ils n'en aient fait eux-mêmes la demande. Les prisonniers ne peuvent pas être contraints à des travaux de nature militaire.
Les délégués du Comité international de la Croix-Rouge sont autorisés à visiter les prisonniers sans témoins.
La Troisième Convention de Genève est basée sur les droits des prisonniers de guerre en tant que victimes de guerre, tandis que les précédentes conventions de La Haye de 1899 et 1907 sont basées sur le devoir de traitement des prisonniers militaires. Elle fut re-signée à Genève en 1949, remplaçant la précédente convention du 17 juin 1925.